# Palermiti
Palermiti är en ort och kommun i provinsen Catanzaro i regionen Kalabrien i Italien. Kommunen hade 1 174 invånare (2018).